# Aloe sinana
Aloe sinana ist eine Pflanzenart der Gattung der Aloen in der Unterfamilie der Affodillgewächse (Asphodeloideae). Das Artepitheton sinana verweist auf das Vorkommen der Art bei Debre Sina in Äthiopien.

## Beschreibung

### Vegetative Merkmale
Aloe sinana wächst stammbildend und verzweigend. Die aufrechten oder spreizenden Stämme erreichen eine Länge von bis zu 100 Zentimeter und sind 8 bis 10 Zentimeter dick. Die 12 bis 16 lanzettlich verschmälerten Laubblätter bilden eine Rosette. Die graugrüne Blattspreite ist 60 bis 70 Zentimeter lang und 10 bis 13 Zentimeter breit. In der Regel sind auf ihr nahe der Basis wenige zerstreute hellgrüne, linsenförmige Flecken vorhanden. Auf der Blattunterseite sind die Flecken meist zahlreicher. Die stechenden, rötlich braunen Zähne am hornigen, rötlichen Blattrand sind 3 bis 4 Millimeter lang und stehen 10 bis 20 Millimeter voneinander entfernt. Der Blattsaft trocknet tiefbraun.

### Blütenstände und Blüten
Der Blütenstand weist vier bis sieben Zweige auf und erreicht eine Länge von etwa 100 Zentimeter. Die ziemlich dichten, konischen bis fast kopfigen Trauben sind 6 bis 10 Zentimeter lang und 8 Zentimeter breit. Die eiförmig verschmälerten Brakteen weisen eine Länge von 5 Millimeter auf und sind 3 Millimeter breit. Die leicht keulenförmigen, orangeroten Blüten sind an ihrer Mündung heller und stehen an 18 bis 20 Millimeter langen Blütenstielen. Sie sind 28 Millimeter lang und an ihrer Basis verkehrt konisch sowie kurz verschmälert. Auf Höhe des Fruchtknotens weisen die Blüten einen Durchmesser von 6 Millimeter auf. Darüber sind sie erweitert. Ihre äußeren Perigonblätter sind auf einer Länge von 14 Millimetern nicht miteinander verwachsen. Die Staubblätter und der Griffel 2 bis 4 Millimeter ragen kaum aus der Blüte heraus.

## Systematik und Verbreitung
Aloe sinana ist in Äthiopien auf Berghängen in Höhen von 1410 bis 1950 Metern verbreitet.
Die Erstbeschreibung durch Gilbert Westacott Reynolds wurde 1957 veröffentlicht.

## Nachweise